# Mistrzostwa Polski w Łyżwiarstwie Szybkim w Wieloboju Sprinterskim 2016
35. Mistrzostwa Polski w wieloboju sprinterskim odbyły się w dniach 23-24 stycznia 2016 roku na torze COS w Zakopanem.

## Kobiety
| Pozycja | Zawodniczka       | Klub                           | 500 m | Pkt. | 1000 m | Pkt. | 500 m | Pkt. | 1000 m | Pkt. | Suma pkt. |
| ------- | ----------------- | ------------------------------ | ----- | ---- | ------ | ---- | ----- | ---- | ------ | ---- | --------- |
| 01 !    | Natalia Czerwonka | Zagłębie Lubin                 |       |      |        |      |       |      |        |      | 160,455   |
| 02 !    | Luiza Złotkowska  | UKS Sparta Grodzisk Mazowiecki |       |      |        |      |       |      |        |      | 160,500   |
| 03 !    | Kaja Ziomek       | MKS Cuprum Lubin               |       |      |        |      |       |      |        |      | 164,320   |

## Mężczyźni
| Pozycja | Zawodnik        | Klub             | 500 m | Pkt. | 1000 m | Pkt. | 500 m | Pkt. | 1000 m | Pkt. | Suma pkt. |
| ------- | --------------- | ---------------- | ----- | ---- | ------ | ---- | ----- | ---- | ------ | ---- | --------- |
| 01 !    | Artur Nogal     | Legia Warszawa   |       |      |        |      |       |      |        |      | 144,490   |
| 02 !    | Piotr Michalski | SKŁ Górnik Sanok |       |      |        |      |       |      |        |      | 144,990   |
| 03 !    | Jan Szymański   | AZS Poznań       |       |      |        |      |       |      |        |      | 146,525   |